# Flex Comix
Flex Comix Inc. (フレックスコミックス株式会社 Furekkusu Komikkusu Kabushiki Gaisha?) es una empresa japonesa especializada en la venta de revistas de manga y productos relacionados con la industria del anime y el manga en Japón. Flex Comix está afiliada a Asian Groove y Soft Bank BB, formando la empresa de inversión conjunta Movida Holdings. La compañía publica dos revistas: Comi Digi + y Gekkan Shōnen Blood, que ha sido suspendida. Flex Comix también tiene cuatro sitios web de revistas de manga web llamados: FlexComix Blood, FlexComix Flare, Comic Meteor y Comic Polaris.

## Publicaciones
- Angel's Drop (天使のどろっぷ Tenshi no Drop?)[1] fue posteriormente adaptado en un corto de anime por AIC Frontier.[2][3]
- Break Blade (ブレイク ブレイド Bureiku Bureido?)
- Dōkyonin wa Hiza, Tokidoki, Atama no Ue. (同居人はひざ、時々、頭のうえ。?)
- Dekoboko Majo no Oyako Jijō (でこぼこ魔女の親子事情?)
- Jashin-chan Dropkick (邪神ちゃんドロップキック Jashin-chan Doroppukikku?)[4] más tarde fue adaptado en un anime por Nomad.[5][6][7][8][9][10]
- Kamisama no Puzzle (神様のパズル Kamisama no Pazuru?)
- Hyakko (ヒャッコ?)
- Kaijin Kaihatsubu no Kuroitsu-san (怪人開発部の黒井津さん?)[11]
- Maid Deka (メイド刑事 Meido Deka?)
- Megane na Kanojo (眼鏡なカノジョ?)
- Musashino-sen no Shimai (武蔵野線の姉妹?)
- Nyan Koi! (にゃんこい！?)
- Onsen Yōsei Hakone-chan (温泉幼精ハコネちゃん?)
- Pupipō! (プピポー!?)
- Ren'ai Bōkun (恋愛暴君?)
- Rikei ga Koi ni Ochita no de Shōmei Shite Mita (理系が恋に落ちたので証明してみた?)
- Kenkō Shōjo Riku (拳鋼少女リク?)
- Those Who Hunt Elves 2 (エルフを狩るモノたち Erufu wo Karu Mono-tachi?)
- True Tears (トゥルーティアーズ Turū Tiāzu?)
- Shiro Majutsu-shi wa Yuusha no Reberu o Agetakunai (白魔術師は勇者のレベルを上げたくない?)[12][13]
- Young Gun Carnaval (ヤングガン・カルナバル Yanggugan Karunabaru?)